# Altaar (sterrenbeeld)

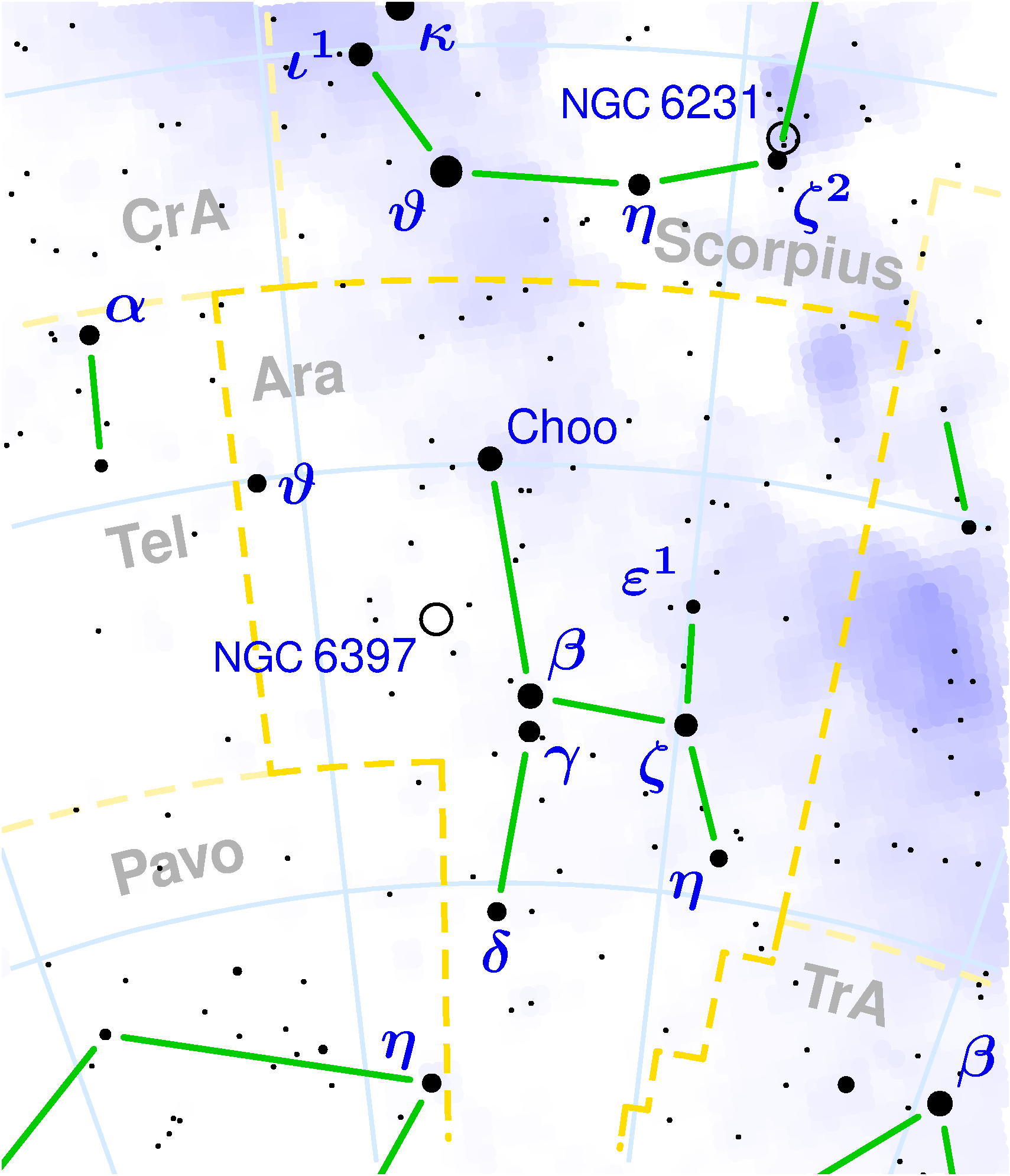
Kaart van het sterrenbeeld Ara.

Altaar (Ara, de afkorting is ook Ara) is een sterrenbeeld liggende aan de zuiderhemel tussen rechte klimming 16u31m en 18u06m en tussen declinatie −45° en −68°. Het sterrenbeeld is vanaf de breedte van de Benelux niet te zien.

## Beschrijving
Het sterrenbeeld Altaar was reeds bekend bij de Griekse en Romeinse sterrenkundigen. Op de kaarten werd het getekend als een offertafel, waaraan Aratos uit Soli de naam van Thytérion gaf. Cicero nam hem in het Latijn over als Ara.

## Sterren
( in volgorde van afnemende helderheid) 
- Beta Arae
- Alpha Arae (staat op het kaartje als "Choo" aangegeven maar deze naam komt niet als zodanig in de sterrencatalogi voor.)
- Zeta Arae
- Gamma Arae

## Telescopisch waarneembare objecten

### New General Catalogue(NGC)
NGC 6188, NGC 6193, NGC 6200, NGC 6204, NGC 6208, NGC 6215, NGC 6215A, NGC 6221, NGC 6250, NGC 6253, NGC 6300, NGC 6305, NGC 6326, NGC 6328, NGC 6352, NGC 6362, NGC 6397

### Index Catalogue (IC)
IC 1266, IC 4642, IC 4646, IC 4651, IC 4652, IC 4653, IC 4655, IC 4656, IC 4658

## Aangrenzende sterrenbeelden
(met de wijzers van de klok mee)
- Schorpioen (Scorpius)
- Winkelhaak (Norma)
- Zuiderdriehoek (Triangulum Australe)
- Paradijsvogel (Apus)
- Pauw (Pavo)
- Telescoop (Telescopium)
- Zuiderkroon (Corona Australis)